# Viktor Erdős
Viktor Erdős (Békéscsaba, 2 september 1987) is een Hongaarse schaker. In 2007 werd hem door de FIDE de grootmeestertitel toegekend.
Van 10 t/m 18 mei 2005 speelde hij mee in het toernooi om het kampioenschap van Hongarije en eindigde hij met 4½ punt op de zesde plaats.
In 2010 werd hij winnaar van het Open Snelschaak Kampioenschap van Nederland met twee punten voorsprong op Eduardo Iturrizaga en Loek van Wely.